# مايكون دوغلاس تيكسيرا غولارت الفيس
مايكون دوغلاس تيكسيرا غولارت الفيس المعروف بـمايكون مواليد 5 مارس 1992 في البرازيل، هو لاعب كرة قدم برازيلي.
احترف في السعودية في نادي الأخدود ونادي الصفا.

## روابط خارجية
- مايكون دوغلاس تيكسيرا غولارت الفيس على موقع قاعدة بيانات كرة القدم.إي يو (الإنجليزية)